# Samce (dystrykt)
Samtse (dżong. བསམ་རྩེ་རྫོང་ཁག་) – jeden z 20 dzongkhagów w Bhutanie. Znajduje się w południowo-zachodniej części kraju.